# Lev (ozvezdje)
Lev (latinsko Leo, znak , Unicode ♌) je ozvezdje živalskega kroga in eno od 88 sodobnih ozvezdij, ki jih je priznala Mednarodna astronomska zveza. Bilo je tudi eno od Ptolomejevih 48 ozvezdij. Lev leži med Rakom in Devico.

## Znana telesa v ozvezdju

### Zvezde
- Regul (α Leo)
- Denebola (β Leo)
- Algieba (γ Leo), dvozvezdje
- Zosma (δ Leo)
- Zafira (ζ Leo) [Adhafera, Aldhafera]
- Kort (θ Leo)
- Al Minliar al Asad (κ Leo)
- Al tarf (λ Leo)
- Ras el esad (μ Leo)
- R Leva (R Leo)

### Drugo
- pet galaksij, ki sodijo med Messierova telesa (para M65-M66 in M95-M96 ter M105)